# Artur Berger
Arthur Berger, conosciuto in seguito anche come Artur Semyonovich Berger (in russo  Артур Семёнович Бергер?) (Vienna, 27 maggio 1892 – Mosca, 11 gennaio 1981), è stato uno scenografo, regista e sceneggiatore austriaco che, nel 1936, emigrò nell'Unione Sovietica.

## Biografia
Artur Berger nacque a Vienna nel 1892 da genitori ebrei. Sua madre era Pauline Beran, suo padre Simon Berger. Studiò grafica e arte a Vienna, dove ebbe come maestri i grandi architetti Josef Hoffmann e Oskar Strnad. Finiti gli studi, trovò lavoro insieme a suo fratello Josef e a Martin Ziegler a un progetto residenziale della Rotes Wien (Vienna la Rossa), come veniva chiamata in quegli anni la capitale austriaca che, dal 1918 al 1934, fu governata dai socialdemocratici.
Nel 1920, Berger passò a lavorare come architetto e scenografo per la Sascha-Film, la casa di produzione viennese fondata dal conte Sascha Kolowrat-Krakowsky. Lavorò alle scene di Prinz und Bettelknabe, una grossa produzione di Alexander Korda, versione cinematografica de Il principe e il povero. Curò le scenografie di alcuni film di Mihály Kertész, regista ungherese che sarebbe diventato in seguito famoso a Hollywood con il nome di Michael Curtiz. Firmò anche Café Elektric di Gustav Ucicky.

## Filmografia

### Scenografo (parziale)
- Prinz und Bettelknabe, regia di Alexander Korda - architetto scenografo (1920)
- Zigeunerliebe, regia di Thomas E. Walsh - scenografo (1922)
- Serge Panine, regia di Maurice de Marsan e Charles Maudru - scenografo (1922)
- Der junge Medardus, regia di Michael Curtiz - scenografo (1923)
- Namenlos, regia di Michael Curtiz - scenografo[1] (1923)
- Harun al Raschid, regia di Michael Curtiz - scenografo (1924)
- Seine Hoheit, der Eintänzer
- Tingel Tangel
- Spitzenhöschen und Schusterpech
- Liebe im Mai
- Das weisse Paradies
- Il grande amore (Große Liebe, Die), regia di Otto Preminger (1931)
- Der große Trick
- Voyage de noces
- Die Sklavenkönigin, regia di Michael Curtiz - architetto scenografo (1924)
- Salammbô, regia di Pierre Marodon (1925)
- Café Elektric, regia di Gustav Ucicky - arredatore (1927)
- Vecchia Russia (Großfürstin Alexandra), regia di Wilhelm Thiele - arredatore (1933)
- Le Chant du destin, regia di Jean-René Legrand - arredatore (1936)

### Regista (parziale)
- Frau Eva, co-regia Robert Wiene (1916)

### Sceneggiatore (parziale)
- Frau Eva, regia di Artur Berger e di Robert Wiene (1916)